# محمد الرابع الحسني الندوي
محمد الرابع الحسني الندوي عالم أديب مفكر مؤلف، من مواليد بلدة راي بريلي في ولاية أتر براديش بشمال الهند عام 1929م، من أسرة علمية عريقة في العلم والنسب، خاله هو العلامة أبو الحسن علي الحسني الندوي، الذي أشرف على تعليمه وتربيته. وهو ثالث رئيس لرابطة الأدب الإسلامي العالمية خلَفًا للدكتور عبد القدوس أبو صالح، وخلَفَه بعد وفاته الدكتور حسن الأمراني.

## دراسته
درس الشيخ محمد الرابع في دار العلوم ندوة العلماء ونُسب إليها، ثم درس على بعض علماء الحديث في الهند من أمثال الشيخ محمد زكريا الكاندهلوي وغيره.

## عمله
عيّن مدرساً في ندوة العلماء في عام 1367هـ ودرّس فيها ما يقارب أربعين سنةً، وقد تخرَّج عليه عدد كبير من العلماء والمشاهير في الهند. وقد تولى إلى جانب مهمة التدريس إدارة ندوة العلماء في عام 1413هـ، ثم رئاستها بعد وفاة خاله العلامة أبي الحسن الندوي في عام 1420هـ.

## نشاطاته
- اختير أميناً عاماً لندوة العلماء ورئيساً لجامعة دار العلوم عام 1420هـ الموافقة لسنة 2000م، بعد وفاة الشيخ أبي الحسن الندوي.
- من مؤسسي رابطة الأدب الإسلامي العالمية، وكان نائباً لرئيس الرابطة ورئيساً لمكتب شبه القارة الهندية، وعضواً في مجلس الأمناء.
- عضو في رابطة العالم الإسلامي بمكة المكرمة.
- نائب الرئيس لرابطة الأدب الإسلامي العالمية.
- رئيس مجلس الأحوال الشخصية الهندية لمسلمي الهند.

وهو كذلك عضو في عدد من المؤسسات العلمية والأكاديمية العالمية مثل مركز أكسفورد للدراسات الإسلامية في بريطانيا.

## الجوائز
حصل على جائزة رئيس الجمهورية الهندية في خدمة اللغة العربية عام 1981م.

## وفاته
توفي في 22 رمضان 1444 هـ الموافق 13 أبريل 2023 عن عمر ناهز 93 عامًا.

## وصلات خارجية
- مؤلفات محمد الرابع الحسني الندوي للتحميل